# Palais Corsini
Pour les articles homonymes, voir Corsini et Corsini (homonymie).
Le palais Corsini (ou palais Corsini alla Lungara) est un palais romain du XVe siècle situé dans le quartier du Trastevere.

## Histoire
Situé dans le quartier du Trastevere (à Rome), juste en face de la villa Farnesina, le palais Corsini alla Lungara fut bâti au XVe siècle pour la famille Riario, neveux du pape Sixte IV della Rovere. Au XVIIe siècle, le palais fut habité par la reine Christine de Suède qui aurait tenu dans ses jardins les premières réunions de ce qui serait par la suite devenu l'Académie d'Arcadie (dont le siège est aujourd'hui situé au Janicule). En 1736, l'édifice et les jardins furent achetés par le cardinal florentin Neri Maria Corsini, neveu du pape Clément XII qui attribua les travaux de restaurations et de reconstruction de l'ancien édifice à l'architecte Ferdinando Fuga qui travaillait déjà pour le pape à la construction du palais de la Consulta et du palais du Quirinal. Celui-ci doubla la taille du palais et la transforma en ce qu'elle est aujourd'hui.
Pendant l'occupation de Rome par Napoléon, le palais accueillit le frère de celui-ci, le roi Joseph Bonaparte. Dans la partie supérieure de la Villa (le casino des Quatre Vents) eut lieu le 3 juin 1849, pendant la République romaine, l'un des plus terribles combats contre les Français, au cours duquel Goffredo Mameli fut blessé. En 1856 une grande partie des jardins du Janicule furent unis à la villa Doria Pamphilj et en 1883 le prince Tommaso Corsini vendit le palais à l’État italien. C'est ainsi que le palais devint le siège des bureaux et de la bibliothèque de l'Académie des Lyncéens et de la Galerie nationale d'art ancien, l'autre partie de la collection étant exposée au palais Barberini.
La créatrice Elsa Schiaparelli nait le 10 septembre 1890 dans le Palais Corsini.
Le palais accueille aujourd'hui des œuvres de Rubens et du Caravage et de nombreux autres peintres, dont Giacomo Zoboli, et le jardin est devenu le jardin botanique de Rome.

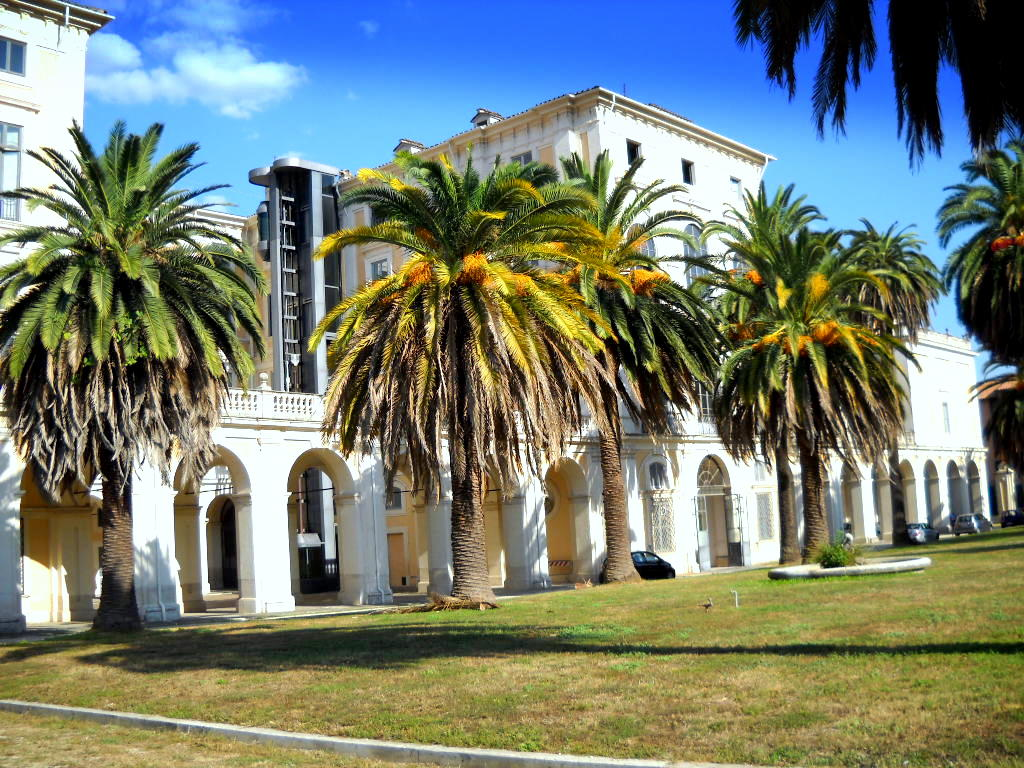
Palais et jardins
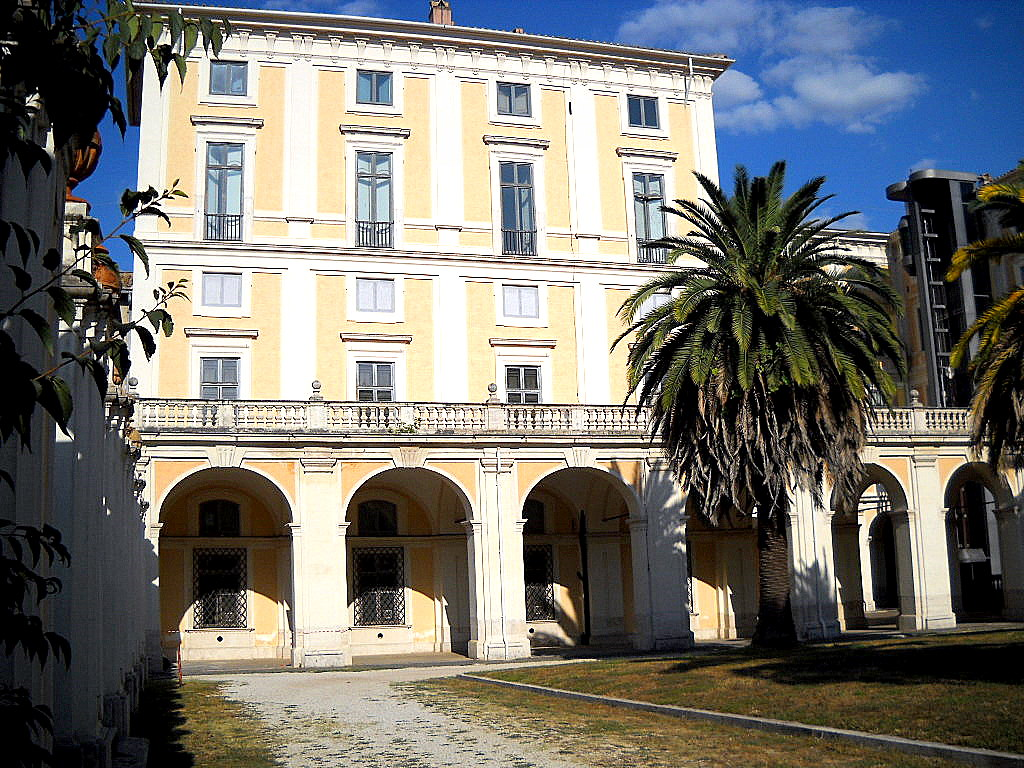
Façade.
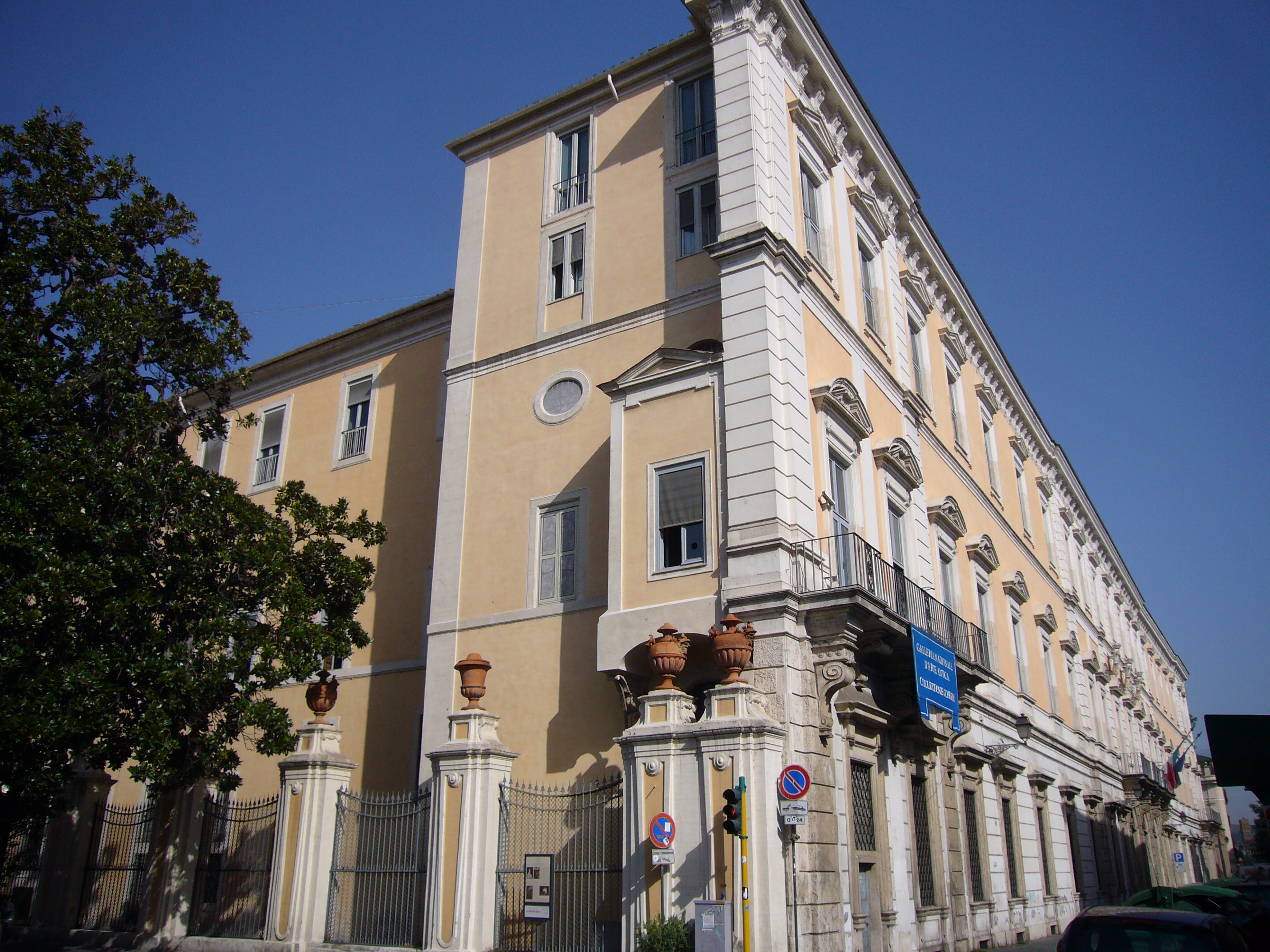
Façade

## Collections

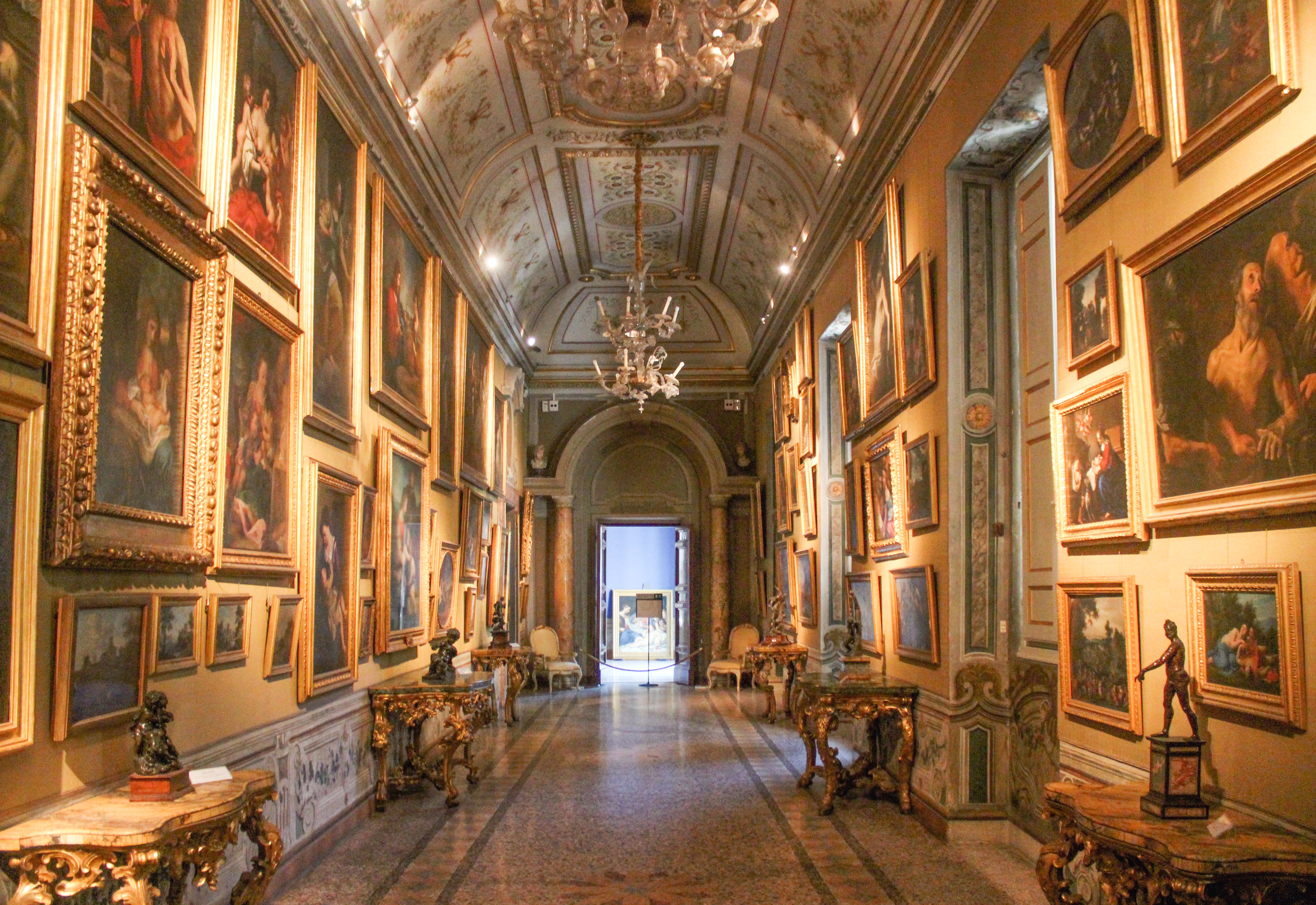
La galerie Corsini.

- Fra Angelico : Triptyque du Jugement dernier (1450)
- Jacopo Bassano : L’Adoration des bergers
- Murillo : Vierge à l'Enfant
- Le Caravage : Saint Jean-Baptiste (v.1604)
- Rubens : Saint Sébastien soigné par les anges (1602-1603)
- Francesco Trevisani (1656–1746) : Martyre de saint Laurent, Martyre de sainte Lucie, Vierge affligée et Marie-Madeleine

### Peinture italienne

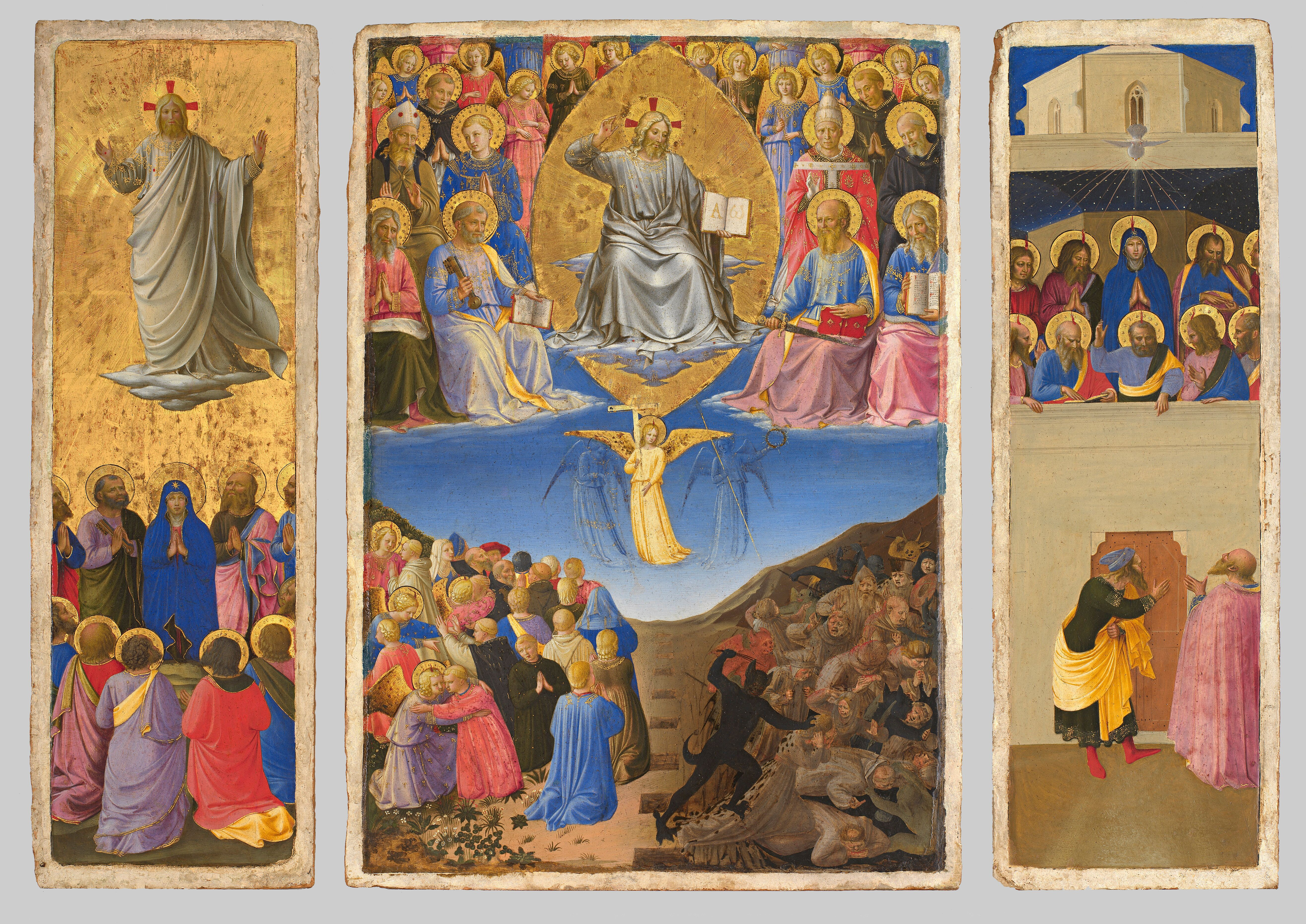
Fra Angelico, Triptyque du Jugement dernier, 1450
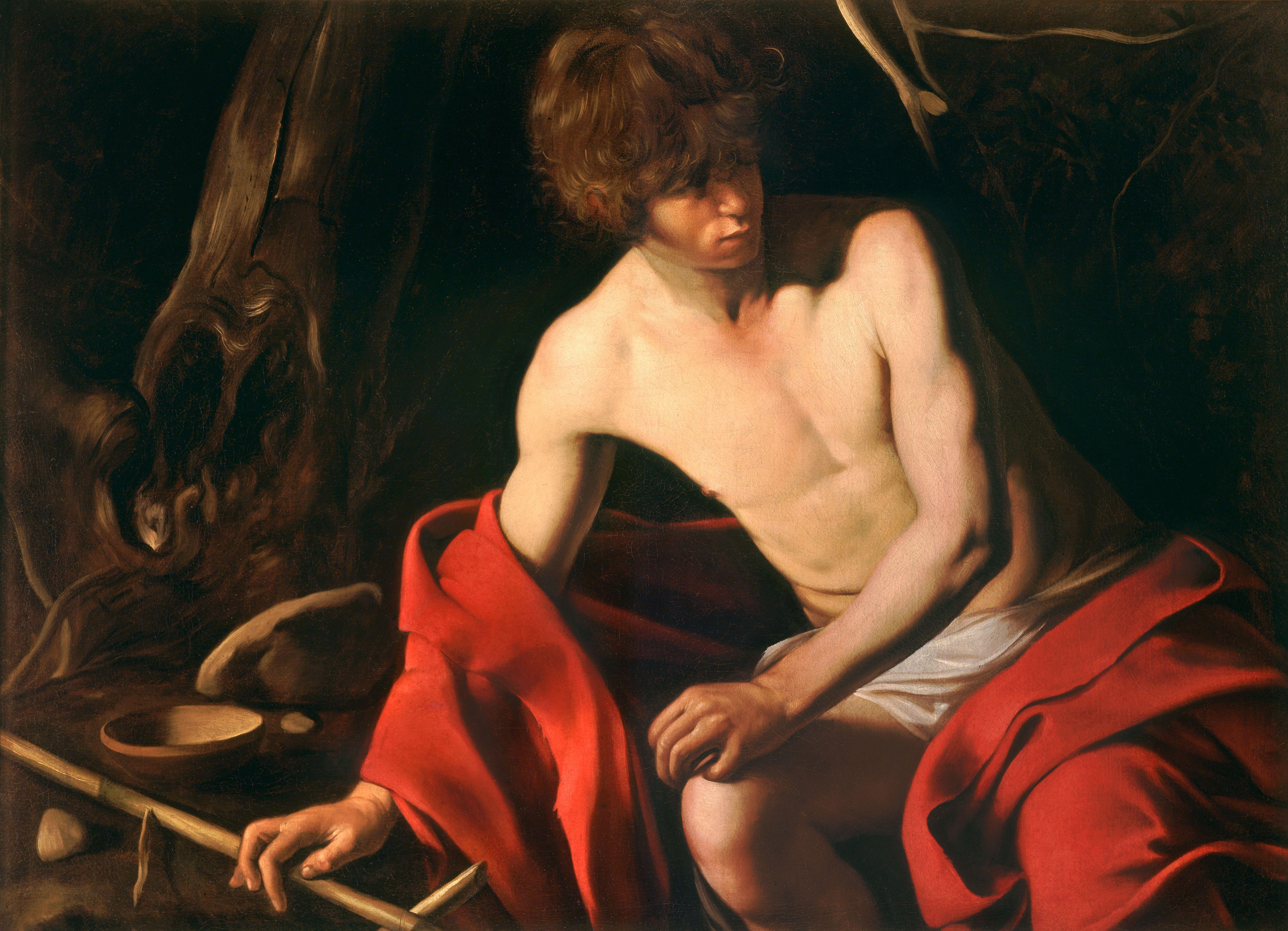
Le Caravage, Saint Jean-Baptiste, vers 1604

### Autres peintres

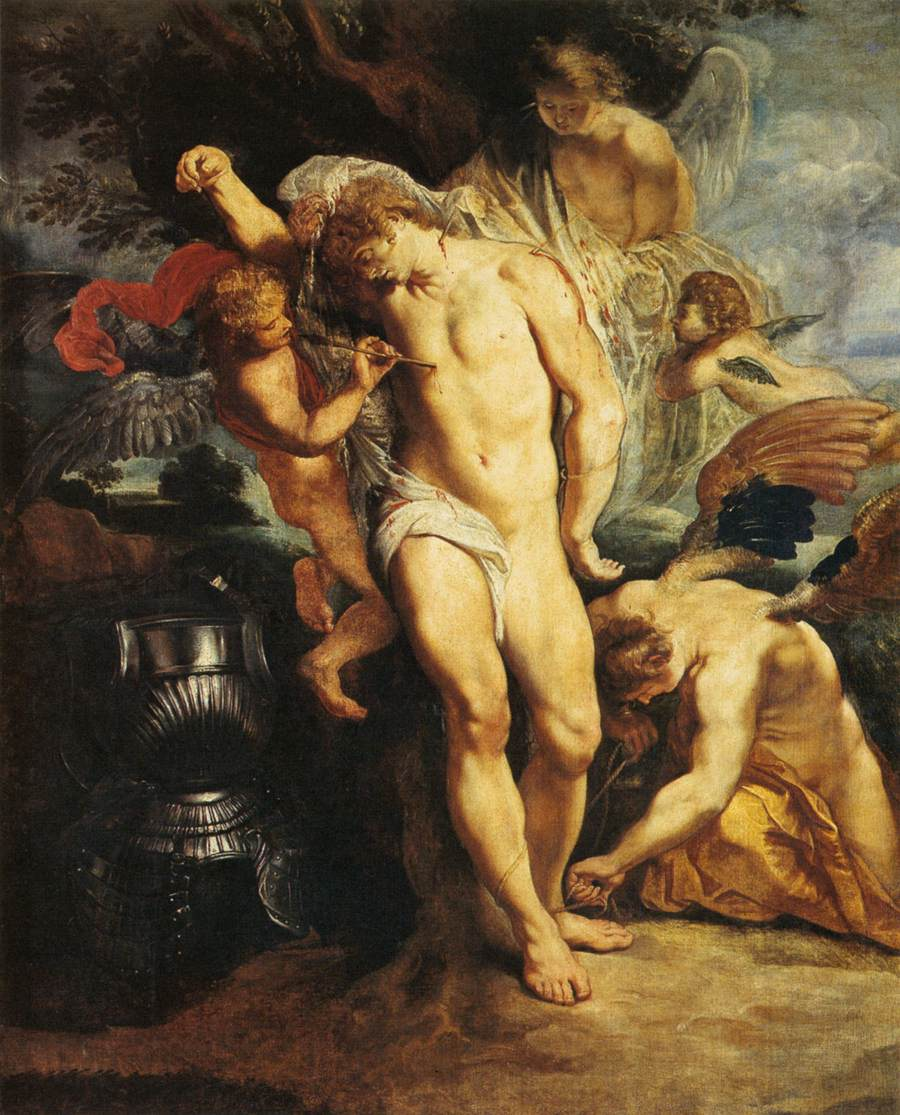
Rubens, Saint Sébastien soigné par les anges, vers 1603
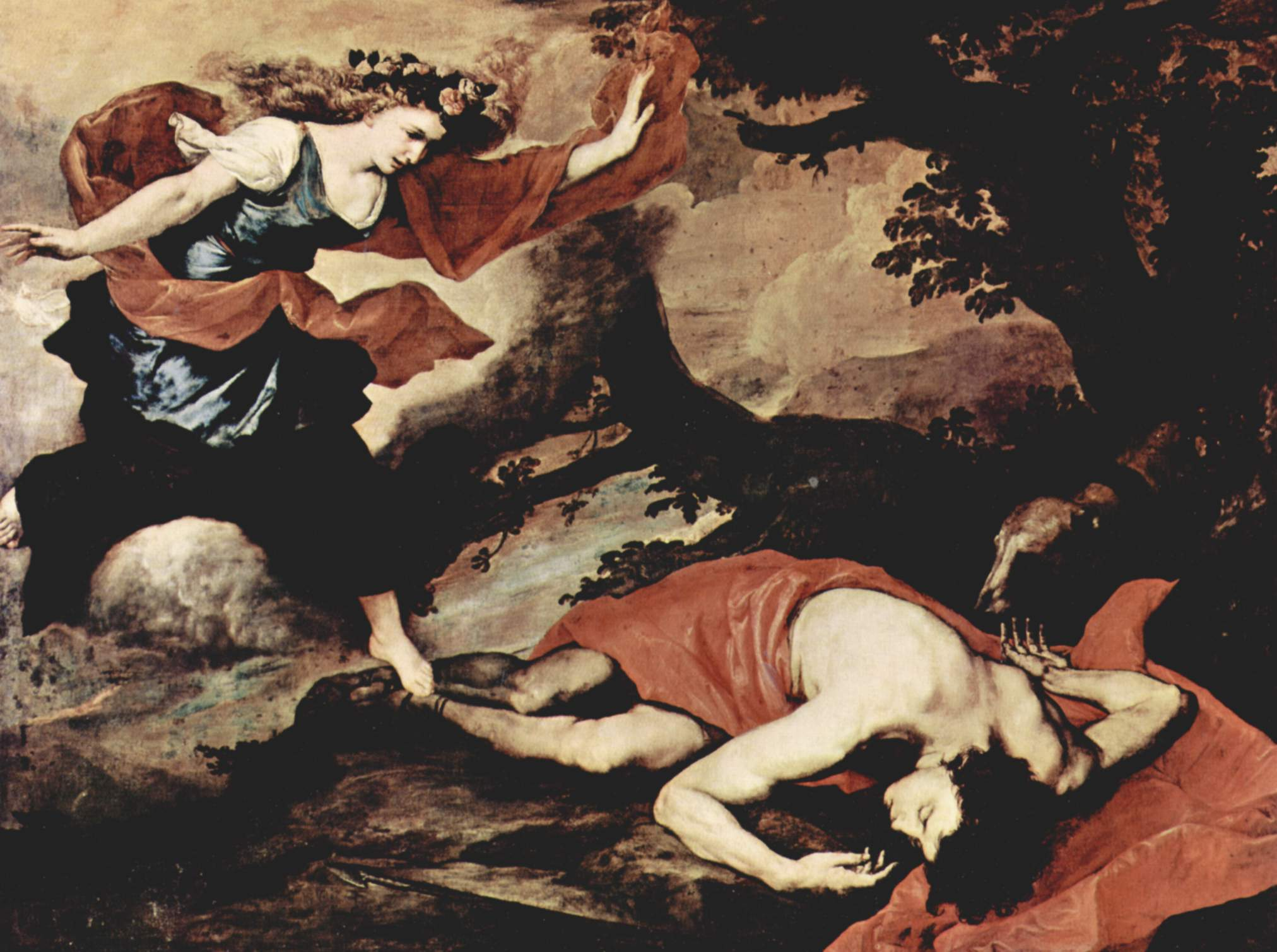
Jusepe de Ribera, Vénus découvre Adonis mort, 1637